# Ola de calor

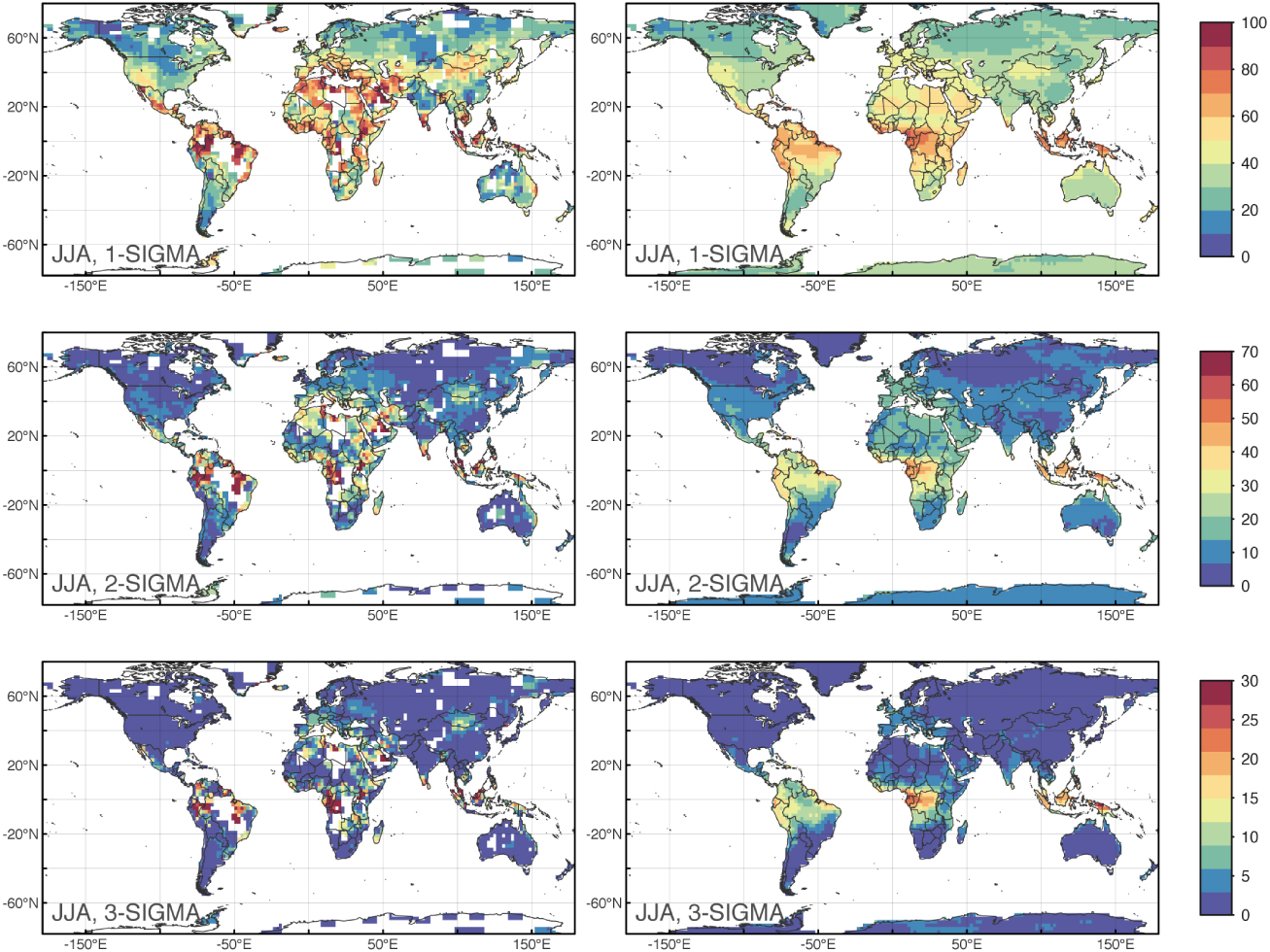
Mapa de Coumou & Robinson que muestra el porcentaje de veranos boreales 2000–2012 con temperaturas más allá de 1-, 2- and 3-sigma (arriba, centro y abajo, respectivamente) para observaciones (izquierda) y para el multi-modelo CMIP5 (derecha).

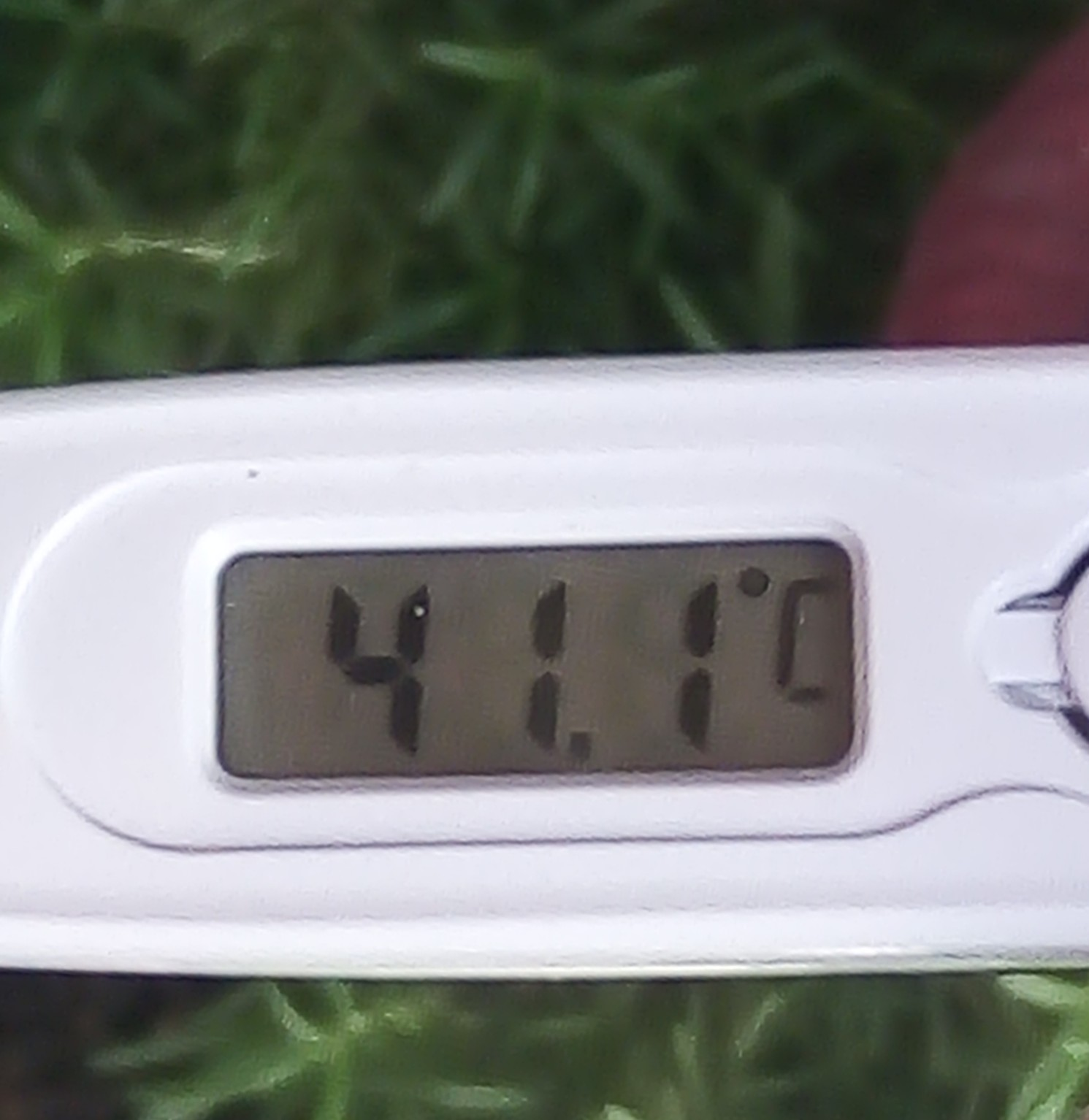
41 °C en un termómetro digital bajo la sombra, durante una ola de calor en Nuevo León, México.

Una ola de calor es un período sostenido de temperatura extremadamente alta para una región determinada. La ola de calor se mide con relación a la temperatura promedio considerada para una determinada región. Ya que no existe una definición estandarizada de ola de calor,las agencias meteorológicas de cada país tienen definiciones propias respecto de lo que consideran una ola de calor.  
Como consecuencia del cambio climático, el Grupo Intergubernamental de Expertos sobre el Cambio Climático ha alertado sobre un aumento en las olas de calor a nivel global. Este aumento tiene múltiples consecuencias para la salud humana y la seguridad alimentaria y energética. 

## Definiciones

### Europa
En España, la Agencia Estatal de Meteorología (AEMET) define como ola de calor un período de al menos tres días consecutivos en que al menos el 10 % de las estaciones meteorológicas consideradas registren temperaturas ambientales por encima del percentil del 95 % de su serie de temperaturas máximas diarias de los meses de julio y agosto del periodo 1971-2000.
En los Países Bajos, se considera ola de calor al período de al menos 5 días consecutivos en el que la temperatura máxima en De Bilt excede 25 °C (77 °F), con al menos 3 días de ese periodo de temperatura máxima en De Bilt superior a 30 °C (86 °F). Igual definición es usada en Bélgica, Dinamarca y Luxemburgo.

### América del Sur
En Argentina, el Servicio Meteorológico Nacional (SMN) define como ola de calor al período en el cual las temperaturas máximas y mínimas igualan o superan, por lo menos durante 3 días consecutivos y en forma simultánea, el percentil 90, calculado a partir de los datos diarios durante los meses de octubre a marzo (semestre cálido en el hemisferio sur) del período 1961-2010.
En Uruguay se define ola de calor cuando las temperaturas extremas persisten por más de tres días consecutivos.

### América del Norte
En los Estados Unidos, una ola de calor se define normalmente como el período de 3 o más días consecutivos por encima de 90 °F (32,2 °C).
La misma definición vale para México, aunque en líneas generales el territorio mexicano soporta temperaturas superiores.[cita requerida]

## Incidencia
Las olas de calor suelen ocurrir durante los días del verano. Algunas regiones de la Tierra son más susceptibles al calor que otras, tales como los tipos climáticos mediterráneos con un verano seco que se pone muy caluroso en ciertos años.
Por lo general, los climas secos sufren mayor cantidad e intensidad de olas de calor que los climas húmedos, ya que la mayor cantidad de agua atmosférica bien sea en forma de vapor de agua o del agua que forma las nubes, en los climas más húmedos, ayuda a regular las temperaturas atmosféricas. Y lo mismo se puede decir de las olas de frío.[cita requerida]

## Impacto

### Efectos sobre la salud
Una revisión bibliográfica de 2018 encontró que la investigación sobre los impactos de las olas de calor sobre la mortalidad y la morbilidad no están globalmente distribuidos. El estudio se centró en analizar las brechas de información sobre olas de calor a nivel global, y encontró que la mayoría de las investigaciones científicas provienen de países y regiones de altos ingresos. Existen pocas investigaciones llevadas a cabo en las regiones tropicales y de altas latitudes y en América del Sur, África, Europa del Este y Oriente Medio, que serán las más afectadas por los impactos de las olas de calor. Por último, el estudio encontró que la mayoría de las investigaciones sobre impactos de olas de calor se centran en la mortalidad, mientras que solo un porcentaje menor lo hace sobre la morbilidad.
Las personas en los extremos de la vida, recién nacidos, niños y ancianos, mujeres embarazadas, personas con enfermedades no transmisibles , personas en situación de discapacidad, e individuos sanos que realizan actividades físicas a la intemperie tales como trabajadores agrícolas, trabajadores de construcción o deportistas, están en mayores condiciones de vulnerabilidad ante los efectos del calor extremo.
Se consideran condiciones de vulnerabilidad individual (descriptas más arriba) y comunitarias. Algunas de ellas son: la capacidad de los sistemas de salud, el diseño urbano, existencia de redes sociales de apoyo, los ingresos económicos, la existencia de edificios públicos con aire acondicionado, la falta de sistemas de avisos de riesgo para la salud, el tipo de vivienda y la contaminación atmosférica.
Las olas de calor severas pueden ocasionar muertes por hipertermia, conocida como "golpe de calor".
Las olas de calor son los más letales tipos de fenómenos meteorológicos. Entre 1992 y 2001, las muertes por excesivo calor, acompañado de la "enfermedad del siglo XXI (la obesidad) mataron en EE. UU. a 2190 habitantes, comparado con las 880 muertes por inundación y 150 de los huracanes. Una medida pública de salud durante las olas de calor es la puesta en marcha de acondicionamiento de aire público en centros de enfriamiento.
Planes de contingencia para disminuir efectos adversos en la salud
El riesgo de efectos adversos en la salud por ola de calor requiere de un abordaje integral desde una perspectiva de amenazas múltiples, que involucre acciones con autoridades y la población, del fortalecimiento de las capacidades de salud pública, y acciones intersectoriales. Desde la Organización Panamericana de la Salud se recomienda a los gobiernos fortalecer las capacidades del sector salud y las agencias meteorológicas como protagonista en la realización de planes de contingencia para hacer frente a las olas de calor, cada vez más intensas, frecuente y duraderas. Al sector salud le compete la caracterización de la amenaza sobre la población más vulnerable, los procedimientos de activación (definición de alertas), desactivación, designación de roles y funciones y la coordinación intra e interinstitucional. A las agencias meteorológicas les compete la proyección y predicción meteorológica en complementariedad con el sector salud.

#### Mortalidad y efectos derivados
Tres estudios diferentes realizados en Argentina para diferentes períodos de olas de calor encontraron un incremento de la mortalidad entre el 20 % y el 80 %, según la intensidad de la ola de calor. Los niños menores de 15 años y las personas mayores fueron los más afectados. Además, los datos mostraron un aumento en las enfermedades como la hipertensión arterial, también con variaciones en el porcentaje según la intensidad de la ola de la calor. 
La mortalidad por golpe de calor, producido durante las olas de calor, puede llegar a superar el 70 %, por ejemplo, en la ola de calor del Reino Unido de 2003 se llegaron a producir más de 1000 muertes durante una semana, y más de 10 000 en Francia. La experiencia francesa confirma las investigaciones que establecen que las olas de calor son un gran riesgo mortal, el número uno entre los llamados peligros naturales en las sociedades postindustriales. Sin embargo, Francia no tenía una política vigente, como si el clima peligroso estuviera restringido a un futuro lejano o incierto del cambio climático, o a países preindustriales. Una ola de calor era un riesgo fuertemente atenuado en el contexto francés.

### Consumo eléctrico
Habitualmente, las olas de calor conducen a picos en el consumo de electricidad debido al incremento en el uso de aire acondicionado, pudiendo generar fallos en el suministro de electricidad, exacerbando el problema. Durante la ola de calor en EE. UU. en 2006, miles de hogares y negocios se quedaron sin energía eléctrica, especialmente en California y en el área de San Luis, Misuri. En Los Ángeles, los transformadores eléctricos fallaron, dejando a miles de personas sin electricidad durante cinco días. Y con mayor frecuencia, el mayor consumo de electricidad va acompañado por un descenso de la producción hidroeléctrica, ya que la sequía reduce considerablemente la capacidad de los embalses con ese fin.[cita requerida]

### Incendios forestales
Si la ola de calor se produce durante una sequía, la vegetación muerta puede contribuir al incendio forestal. Durante la desastrosa ola de calor en Europa en 2003, los fuegos arrasaron Portugal, destruyendo más de 3010 km² (301 000 ha) de bosque y 440 km² (44 000 ha) de campo agrícola causando pérdidas por 1000 millones de euros.

## Historia
La ola de calor europea de 2003 mató a decenas de miles de habitantes. En Francia hubo cerca de 20.000. 
En 2006, Adelaida (Australia Meridional) tuvo una ola de calor de cerca de 40 °C por cinco días, mientras Puerto Augusta experimentó Tº arriba de 40 °C con un día que registró aprox. 48 °C.
En julio de 2006, EE. UU. tuvo una ola de calor, y gran parte del territorio registró temperaturas por encima de los promedios. La temperatura de varias partes de Dakota del Sur excedió los 46 °C, lo que provocó serios problemas para los residentes. En California hubo temperaturas extraordinariamente altas, con registros de 38 a 54 °C. El 22 de julio, el Condado de Los Ángeles registró su máxima temperatura con (48,33 °C).
Europa sufrió una ola de calor también, con temperaturas máximas de 40 °C en París, e Irlanda, con clima marítimo moderado, reportó Tº de 31 °C. Las temperaturas de 35 °C fueron alcanzadas en Benelux, Reino Unido y Alemania.[cita requerida]

## Ejemplos
- Ola de calor en España en 1994
- Ola de calor en España en 1995
- Ola de calor en Europa en 2003
- Ola de calor invernal de 2009 en Argentina
- Ola de calor en Argentina en 2013
- Ola de calor en India en 2015
- Ola de calor en Chile en 2017
- Ola de calor en el oeste de América del Norte de 2021
- Ola de calor en el Cono Sur en 2022
- Ola de calor en Europa de junio de 2022
- Ola de calor en el Cono Sur en diciembre de 2022
- Ola de calor en Chile en 2023
- Ola de calor en Argentina de 2023
- Ola de calor en México de 2023